# Civilization's Child
Civilization's Child è un film muto del 1916 diretto da Charles Giblyn, con la supervisione di Thomas H. Ince

## Trama
Dopo aver vissuto un'infanzia idilliaca tra le montagne della Russia, Berna si reca con lo zio a Kiev, nella zona ebraica della città. Ma gran parte degli ebrei vengono massacrati dai cosacchi e Berna, riuscita a fuggire, si imbarca per l'America. A New York, la ragazza viene sfruttata da un boss locale, Jim McManus che la seduce e poi la manda in strada a prostituirsi.
Qualche tempo dopo, Berna sposa un giovane musicista, Nicolai Turgenev, da cui ha un bambino. Ma Ellen, la figlia di McManus, si innamora di Nicolai e riesce a strapparlo alla famiglia. McManus, diventato nel frattempo giudice, legalizza la separazione e concede il divorzio al musicista che, ora, potrà sposare sua figlia e avere anche in custodia il bambino avuto da Berna.
Pazza per la disperazione, Berna si reca dal giudice, accusandolo di essere la causa della sua rovina. Quindi lo uccide.

## Produzione
Il film fu prodotto dalla Kay-Bee Pictures e dalla New York Motion Picture

## Distribuzione
Distribuito dalla Triangle Distributing, uscì nelle sale cinematografiche statunitensi il 23 aprile 1916.